# Měšťanský dům čp. 419 (Javorník)
Nárožní měšťanský dům č. p. 419 se nachází na ulici Míru u domu č.p. 418 v Javorníku v okrese Jeseník. Dům je kulturní památkou ČR a je součástí městské památkové zóny Javorník.

## Historie
Měšťanský dům byl postaven před rokem 1373, kdy je poprvé zmiňován jako součást městské středověké zástavby. V průběhu let byl poškozen při různých katastrofách i v roce 1428, kdy město Javorník dobyli husité. Byl přestavován po požárech (1576, 1603, v roce 1825 byly zničeny 104 domy) a povodních. V druhé čtvrtině 19. století byl dům přestavován a později upravován. V roce 1843 byl v domě hostinec a roce 1945 banka Raiffeisenkasse. V koncem šedesátých let 20. století byly vyměněny okna a z fasády otlučeny architektonické prvky.

## Popis
Nárožní dům č. p. 474 je empírová řadová jednopatrová čtyřosá podsklepená zděná stavba. Uliční fasáda je členěna kordonovým pásem a korunní římsou. V přízemí jsou tři vchody s obdélníkovými výkladními skříněmi. Omítka je hladká v přízemí je naznačené řádkování. V patře jsou čtyři pravoúhlá okna s nadokenními římsami. Na první patro nasedá atikové patro se stupňovitými křídly a dvěma okny, nad nimi je kordonová římsa. Atikové patro zakončuje trojúhelníkový tympanon s půlkruhovým oknem. Střecha je sedlová.